# Francon (évêque de Liège)
Pour les articles homonymes, voir Francon.
Francon, mort le 13 janvier 903 à Liège, est un moine et abbé de Lobbes et ensuite évêque de Liège de 856 à 901. 

## Biographie
Avec Francon, monté sur le siège de saint-Lambert, c'était un homme jeune et vigoureux au caractère ferme, mais aussi un intellectuel de la plus belle tenue. Tout porte à croire qu'il appartenait à la parenté de Charles le Chauve ; en tout cas, c'est à l'école du palais de ce roi que Francon effectue de très brillantes études sous la direction du philosophe saint Monnon. On a pu écrire qu'il était profondément versé tant dans les Écritures saintes que dans la littérature profane. Il était à la fois philosophe, rhéteur, poète, musicien, orateur disert à l'esprit pénétrant. Francon, après avoir suivi l'enseignement de l'école du palais, devient moine à l'abbaye Saint-Pierre de Lobbes où il poursuit ses études et où, celles-ci achevées, il donne lui-même un enseignement remarqué.
Lobbes représentait à cette époque l'enseignement universitaire le plus brillant. Fondée à la fin du VIIe siècle par Saint Landelin († vers 695), cette abbaye bénéficia des largesses de Carloman, le frère de Pépin le Bref, et acquit rapidement la réputation d'être un centre culturel d'importance européenne. Francon soutint brillamment la réputation de son monastère et ne s'en désintéressa jamais. Il annexa l'abbaye de Lobbes au diocèse de Liège et en fit la plus haute école du pays.
Lorsqu'il succéda, en 855, à Hartgar, il dirigea personnellement l'école de la cathédrale Saint-Lambert laquelle devint au cours des années qui suivirent l'une des plus recherchées d'Occident.
En 859, il assiste au Concile de Savonnières – près de Toul – où Charles le Chauve vient se plaindre de l'attitude de l'archevêque de Sens, Wénilon (ou Ganelon), qu'il accuse d'être un partisan de Louis le Germanique.
Francon fut mêlé à la dispute qui opposa, à partir de 858, les clercs de son époque à propos de la répudiation par le roi Lothaire II de sa femme légitime, Teutberge et qui ne fut résolue qu'à la mort du roi, le 8 août 868. Les historiens ont jugé avec sévérité l'attitude de l'évêque Francon dans cette affaire, l'accusant d'avoir été trop conciliant avec le roi.
Le pontificat de Francon coïncide avec l'époque des grandes invasions normandes. Les Normands avaient établi à Louvain, à l'endroit où la Dyle cesse d'être navigable, un camp retranché, un centre d'opération et une sorte d'entrepôt central où ils rassemblaient le produit de leur pillage. L'évêque Francon – Louvain était dans son diocèse – tenta à plusieurs reprises de venir à bout de ces pillards. Mais il ne parvint pas, par ses propres moyens, à mettre un coup d'arrêt aux ravages. Liège même fut mise à sac (882) et sa cathédrale – qui datait de saint Hubert – sévèrement endommagée.
Le roi d'Allemagne, Arnoul de Carinthie, décidé à en finir, se porta avec une puissante armée vers le camp normand d'Elsloo mais fut surpris dans la vallée de la Geul et subit un grave revers. Il ne perdit cependant pas espoir et revint quelque temps après. Entre-temps, Francon avait levé des milices dans son diocèse et lui vient en aide. S'ensuivit une terrible bataille, fin octobre 891, où les Normands furent défaits. Cela signifiait pour le pays de Liège la fin de leurs incursions meurtrières. Il est difficile de savoir exactement le rôle qu'a joué Francon dans la victoire de Louvain, même si le poète irlandais Sedulius qui séjournait à Liège à cette époque lui en attribue la plus large part.
Quelques années plus tard, Francon éprouva le plus vif remords d'avoir fait couler le sang, fût-ce le sang d'irréductibles barbares. Il expédia à Rome deux prêtres de son diocèse, Bérigon de Liège et Eleuthère de Lobbes, pour aller expliquer au pape qu'il était convaincu de s'être rendu indigne de ses fonctions épiscopales et lui demander de l'en décharger. On ignore quelle fut la réponse pontificale, mais le résultat ne fait pas de doute : Francon resta plus évêque de Liège que jamais puisque nous le voyons, au retour de ses deux émissaires, présider la consécration de l'église de Maaseik.
L'Église de Liège, durant le pontificat de Francon, s'agrandit sérieusement : en 884, Charles le Gros lui avait donné Madière, dans l'évêché de Metz, qui sera échangé plus tard contre Saint-Trond. Le roi Arnulf de Carinthie qui était roi de Germanie depuis 887 et qui fut couronné empereur d'Occident en 896 devait être un intime de Francon, sinon son parent. En tout cas sa générosité envers l'évêque de Liège ne se démentit jamais. En 888, il fait don à l'Église de Liège de l'abbaye de Lobbes et des 155 villages qui lui appartenaient. Les enfants d'Arnoul ne furent pas moins généreux que leur père : en 898, Zwentibold donne à l'évêché de Liège le village de Theux et ses environs, formant ainsi le noyau de ce qui deviendra le marquisat de Franchimont. Du même Zwentibold, Francon reçut l'abbaye de Fosses sur le territoire de laquelle devait s'ériger une ville qui pour la distinguer de l'abbaye prit le nom de Fosses-la-Ville.
Le trente-huitième évêque de Liège mourut en 901 et fut inhumé dans sa cathédrale. Son pontificat avait été marqué par une extraordinaire renaissance intellectuelle au pays de Liège et par de notables accroissements des biens de l'Église liégeoise. Et, même si l'on peut lui reprocher d'avoir été un peu trop tolérant avec les débordements de l'un ou l'autre titulaire du pouvoir, c'est quand même à Francon qu'on doit en grande part la libération de nos régions de la menace des Normands.
(voire si Francon est mort après 911, il est envoyé à la rencontre de Rollon par Charles le simple, pour le traité de st clair sur Epte... voir Histoire des normands de Guillaumes de Jumièges)